# Roodborstkardinaal
De roodborstkardinaal ook rozenborstkernbijter (Pheucticus ludovicianus) een grote zangvogel uit de familie van de kardinaalachtigen (Cardinalidae).
De soort komt voor in Noord-Amerika en Mexico. Het is een trekvogel.

## Kenmerken
Volwassen roodborstkardinalen worden 18 tot 19 centimeter lang, en wegen ongeveer 45 – 47 gram. Bij beide geslachten heeft de snavel een doffe hoornachtige kleur en zijn de poten en ogen donker.
Volwassen mannetjes hebben tijdens het broedseizoen zwarte kopveren, vleugels en staart, een witte borst met daarop een rode vlek. Buiten het broedseizoen om is de rode vlek afwezig. Het vrouwtje daarentegen heeft donkergrijze tot bruine veren.

## Leefwijze
De roodborstkardinaal bouwt zijn nest in een boom of grote struik. De soort voedt zich met insecten, zaden en bessen, en af en toe nectar. De soort verblijft doorgaans in boomtoppen en vertoond zich maar zelden op de grond. Tijdens het broedseizoen zijn ze erg territoriaal. In de winter kan men ze zien in groepen van een dozijn of meer.

## Verspreiding en leefgebied
De roodborstkardinaal komt tijdens het broedseizoen voornamelijk voor in bladverliezend bos in het noorden van de Verenigde Staten en Canada. Tijdens de winter migreren ze naar het zuiden van de Verenigde Staten of Centraal-Amerika en de Caraïben. Er zijn tijdens de winter zelfs exemplaren waargenomen in de Serranía de las Quinchas (Colombia). In de wintermaanden geeft de soort de voorkeur aan meer open gebieden met weinig bomen, zoals parken, tuinen en plantages. De wintermigratie begint vaak rond september of oktober. De zomermigratie is in april en mei.